# 플로렌시아 데 라 V
플로렌시아 데 라 V(Florencia De La V, 1975년 3월 2일 ~ )는 아르헨티나의 모델, 배우이다. 2010년 법적으로 여성 자격을 인정받았으며 플로렌시아 트리니다드(Florencia Trinidad)로 개명하였다. 예명에서 "V"는 베가(Vega)의 약칭이다.